# Trnohřbet obrněný
Trnohřbet obrněný (Enoplosus armatus) je australská paprskoploutvá ryba, jediný žijící zástupce čeledi trnohřbetovití (Enoplosidae).

## Systematika

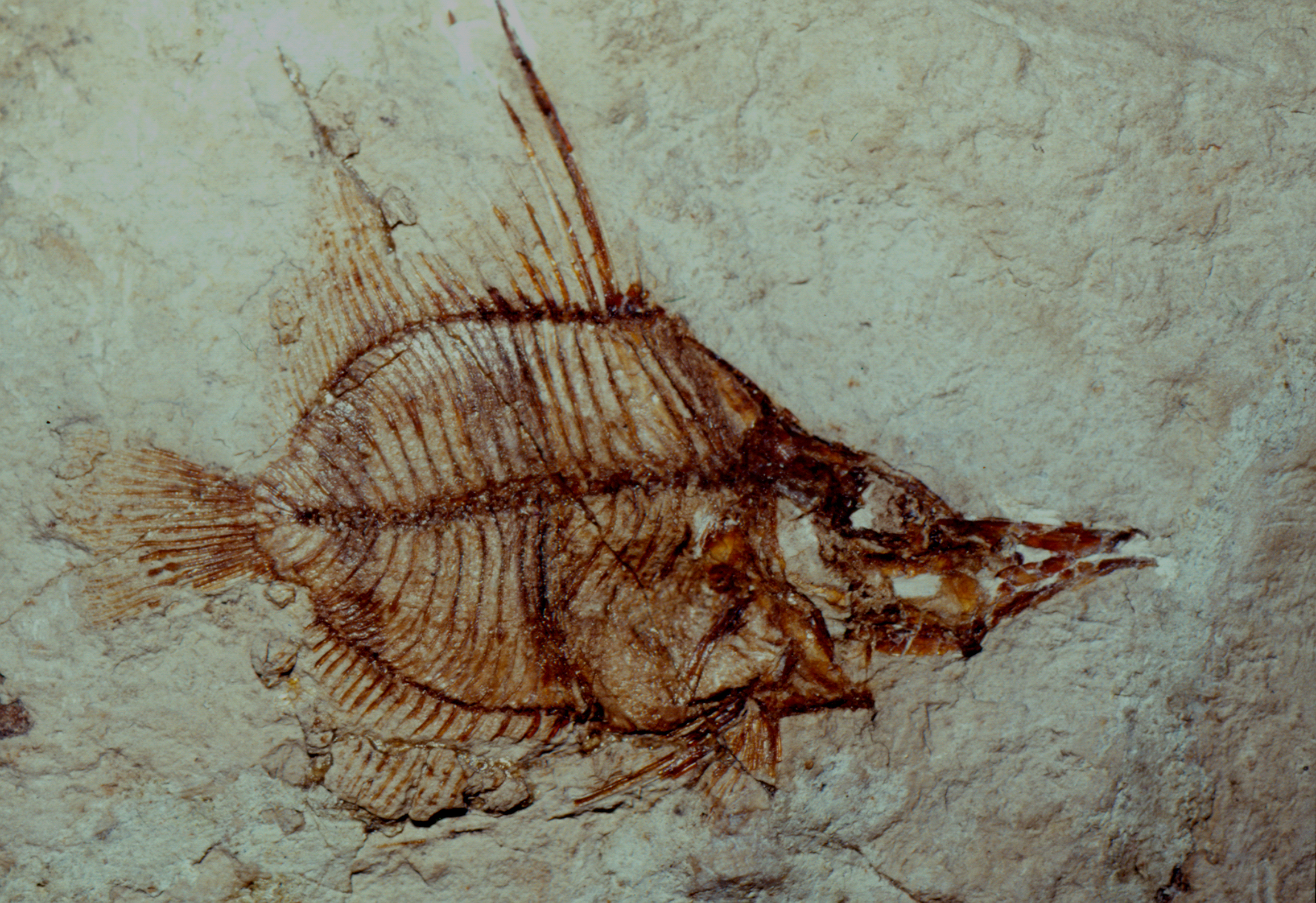
Enoplosus pygopterus

Za popisnou autoritu trnohřbeta obrněného je pokládán irský chirurg a přírodovědec John White (1790), ryba byla původně řazena do rodu Chaetodon. V současné době jde o jediného žijícího zástupce rodu Enoplosus Lacépède, 1802 a čeledi Enoplosidae Gill, 1893. Louis Agassiz sice na základě eocenního italského nálezu popsal vyhynulý druh Enoplosus pygopterus, podle studie z roku 2008 však může představovat spíše zástupce čeledi parmovcovitých (Apogonidae).
Čeleď Enoplosidae je k roku 2025 řazena do řádu Centrarchiformes. Původně šlo o taxon ze sběrného a nepřirozeného řádu ostnoploutvých (Perciformes).
Rodové jméno Enoplosus vychází z řečtiny a znamená ozbrojený.

## Popis
Trnohřbet obrněný má vysoké a silně zploštělé tělo. Průměrná délka se pohybuje okolo 23 cm, s největšími zaznamenanými exempláři o délce okolo 50 cm. Rybu charakterizují dva trny na přední skřelové kosti neboli preoperkulu a nápadně prodloužené břišní ploutve, přičemž každou z nich vyztužuje silný osten. Dlouhé ostny se objevují i v přední části dělené hřbetní ploutve. Trnohřbet ostny hřbetní ploutve využívá k obraně, přičemž výsledný efekt násobí přítomnost jedu. Lokální obtíže spojené s pobodáním byly hlášeny i u lidí.
Pro trnohřbeta obrněného platí: počet trnů hřbetní ploutve = 9, počet měkkých paprsků hřbetní ploutve = 14–15, počet trnů řitní ploutve = 3, počet paprsků řitní ploutve = 14–15, počet obratlů = 26.
Zbarvení je stříbřité, s nestejně silnými černými proužky táhnoucími se podél celého těla. Oční duhovka je jasně žlutá.

## Chování a ekologie

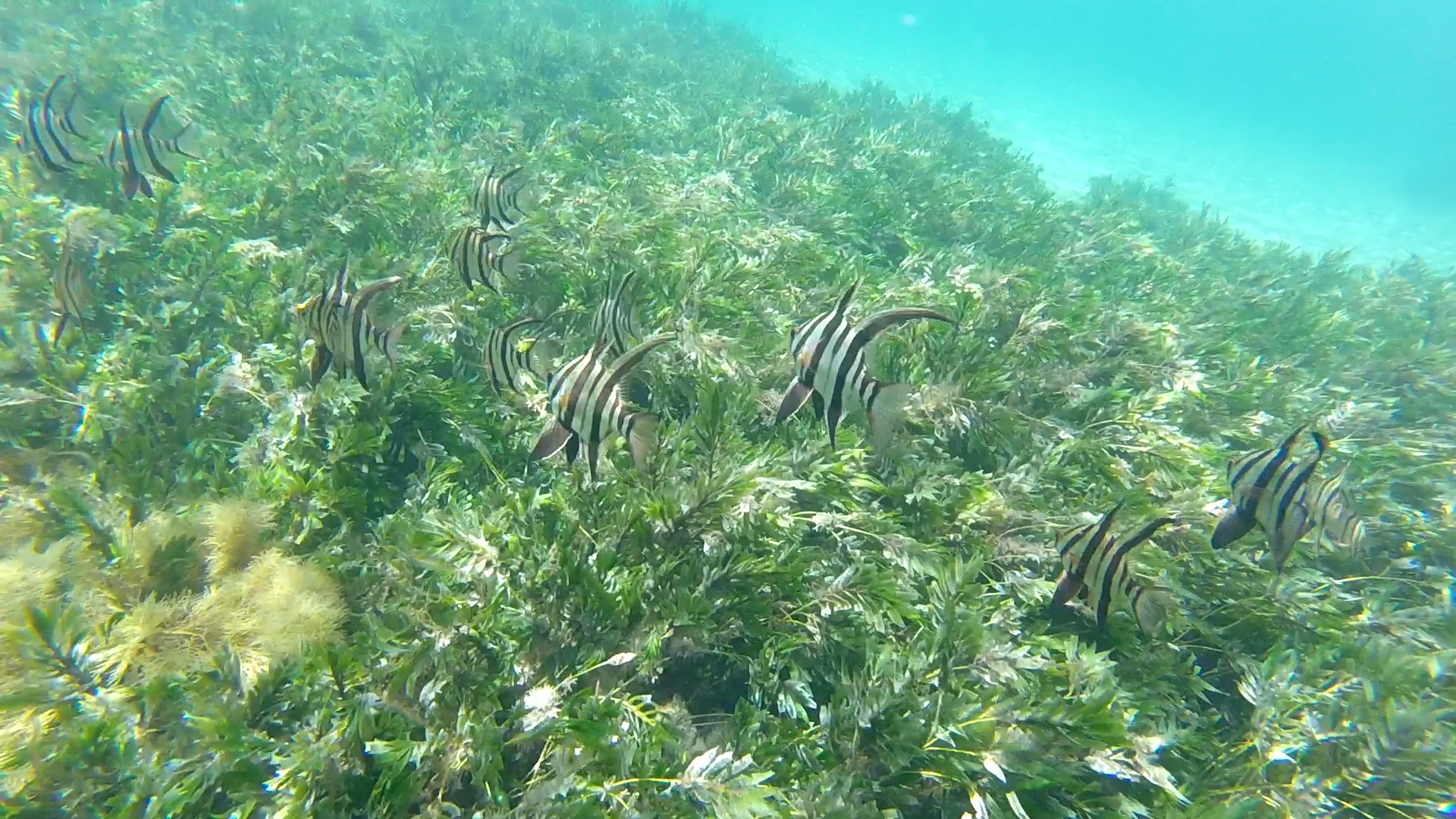
Skupina trnohřbetů

Trnohřbet obrněný je endemitní druh australských pobřežních vod, žije asi až do hloubky 100 m. Vyskytuje se od Wide Bay v jižním Queenslandu podél východního a jižního pobřeží kontinentu až po Shark Bay na západě, směrem na jih pak až po severní Tasmánii. Žije okolo různých ostrovů v Bassově průlivu. Dospělci typicky obývají pobřežní útesy, kde se mohou pohybovat samotářsky, v párech, ale i ve velkých skupinách. Mladí trnohřbeti žijí v říčních ústích, respektive v mělkých přílivových zónách a na mořských loukách.
O chování těchto ryb je známo relativně malé množství informací. Živí se dravě, přičemž potravou se jim mohou stát například některé druhy menších korýšů. Tření probíhá od června do srpna a během této doby žijí trnohřbeti pouze v párech. Potěr se vyvíjí volně v pelagiálu.
V angličtině se pro trnohřbeta ujalo obecné jméno stará manželka (Old Wife), a to zřejmě na základě charakteristického skřípění zubů, které vydává, když je polapen na udici.

## Ohrožení
Trnohřbet obrněný má relativně omezený areál výskytu, ovšem v jihoaustralských vodách se jedná o hojnou rybu, která navíc není vystavena rybářskému tlaku ani jiným potenciálně ohrožujícím lidským aktivitám. Mezinárodní svaz ochrany přírody proto tento druh klasifikuje jako málo dotčený. Stav populací však zůstává nejistý.